# Kate Duchêne
Kate Duchêne (Londra, 5 gennaio 1959) è un'attrice britannica.
Debutta come attrice nel 1987, interpretando un ruolo in un adattamento televisivo di Miss Marple al Bertram Hotel, opera di Agatha Christie. In seguito ha lavorato in varie produzioni televisive e cinematografiche britanniche fra cui Kiss Me Kate (1998), Family Affairs (2005) e Afterlife - Oltre la vita (2006).
Kate Duchêne è principalmente nota per aver interpretato il ruolo della severa e austera 'Miss Hardbroom', nella serie per ragazzi Scuola di streghe (The Worst Witch), andata in onda per la prima volta dal 1998 al 2001.

## Filmografia parziale
- Miss Marple (Agatha Christie's Miss Marple) – serie TV, episodio 1x07 (1987)
- Scuola di streghe (The Worst Witch) - serie TV, 40 episodi (1998-2001)
- L'ispettore Barnaby (Midsomer Murders) - serie TV, episodio 4x01 (2000)